# Viktor Knoch
Viktor Knoch (ur. 12 grudnia 1989 w Peczu) – węgierski łyżwiarz szybki specjalizujący się w short tracku, mistrz olimpijski, medalista mistrzostw świata i Europy.
Czterokrotnie uczestniczył w zimowych igrzyskach olimpijskich. W debiucie olimpijskim, w 2006 roku na igrzyskach w Turynie, zajął piąte miejsce w biegu na 1500 m. Cztery lata później, na igrzyskach w Vancouver, wziął udział w trzech konkurencjach – był 25. w biegu na 500 m, 21. na 1000 m i 30. na 1500 m. W tych samych konkurencjach wystąpił podczas kolejnych zimowych igrzysk, w 2014 roku w Soczi, plasując się na 12. miejscu w biegu na 500 m, na 18. miejscu w biegu na 1000 m i 34. miejscu na 1500 m. W lutym 2018 roku wystąpił na igrzyskach olimpijskich w Pjongczangu. Wziął udział w dwóch konkurencjach – zdobył złoty medal olimpijski w biegu sztafetowym (razem z nim wystąpili Shaoang Liu, Shaolin Sándor Liu i Csaba Burján) oraz zajął 28. miejsce w biegu na 500 m. Zwycięstwo w sztafecie przyniosło pierwszy w historii złoty medal zimowych igrzysk olimpijskich dla Węgier.
W latach 2015–2017 zdobył dwa medale mistrzostw świata (srebrny i brązowy), w latach 2007–2018 jedenaście medali mistrzostw Europy (pięć srebrnych i sześć brązowych), w latach 2007–2009 dwa medale mistrzostw świata juniorów (złoty i brązowy), a w 2013 roku złoty medal zimowej uniwersjady.
Jego żoną jest Marta Knoch (z domu Wójcik), która także uprawia short track, a jego starszym bratem jest Balázs Knoch, również łyżwiarz szybki startujący w short tracku, olimpijczyk z Salt Lake City (2002).